# Porella arboris-vitae
Espèce
Synonymes
- Jungermannia arboris-vitae Dicks. (basionyme)
- Jungermannia laevigata Schrad.
- Madotheca laevigata (Schrad.) Dumort.
- Madotheca obscura (Gottsche, Lindenb. & Nees) Warnst.
- Porella laevigata (Schrad.) Pfeiff.

Porella arboris-vitae, la Porella arbre de vie est une espèce d'hépatiques à lobes de la classe Jungermanniopsida. Cette espèce appartient à la famille des Porellaceae et au genre Porella. Elle est présente dans les zones calcaires européennes soit en situation héliophile soit en sous-bois.
P. arboris-vitae a des feuilles couchées les unes sur les autres et courbées vers le bas, donnant une apparence plus lisse que d'autre espèce de Porella. La taille et la couleur vert foncé sont typiques de cette Porella.

Cette hépatique est presque régulièrement bipennée, à rameaux latéraux déjetés. Ses feuilles sont bilobées : de grands lobes surmontent de petits lobes serrés à la manière des tuiles d'un toit. Leurs extrémités sont très effilées, et ont leur bord inférieur dentés et à face dorsale ondulée. Les feuilles sont, quant à elles, entièrement dentées et ciliées. Cette plante comestible a l'odeur et le goût du poivre.
P. arboris-vitae est souvent plus brune que les autres. Le goût amer et poivré est un moyen instantané de la reconnaître. Les très grandes Frullania tamarisci ou Frullania teneriffae peuvent avoir ce caractère lisse, mais elles ont tendance à avoir des couleurs rouges ou brunes, avoir le dessous des feuilles cannelé, non denté et ne sont pas poivrées.
Semblable dans ses préférences d'habitat à Porella platyphylla, elle est beaucoup moins abondante. Elle est commune aux roches riches en bases, où elle se développe sur des rochers escarpés et abrités, particulièrement les ravins. Cette plante peut également former de grands coussinets sur les rochers calcaires ensoleillés. En région méditerranéenne, elle sera préférentiellement épiphyte sur le noisetier ou le Chêne pubescent mais toujours sur zone calcaire.
Outre son intérêt gustatif en tant que condiment, Porella arboris-vitae aurait des propriétés antibactériennes et antioxydantes.

Porella arboris-vitae
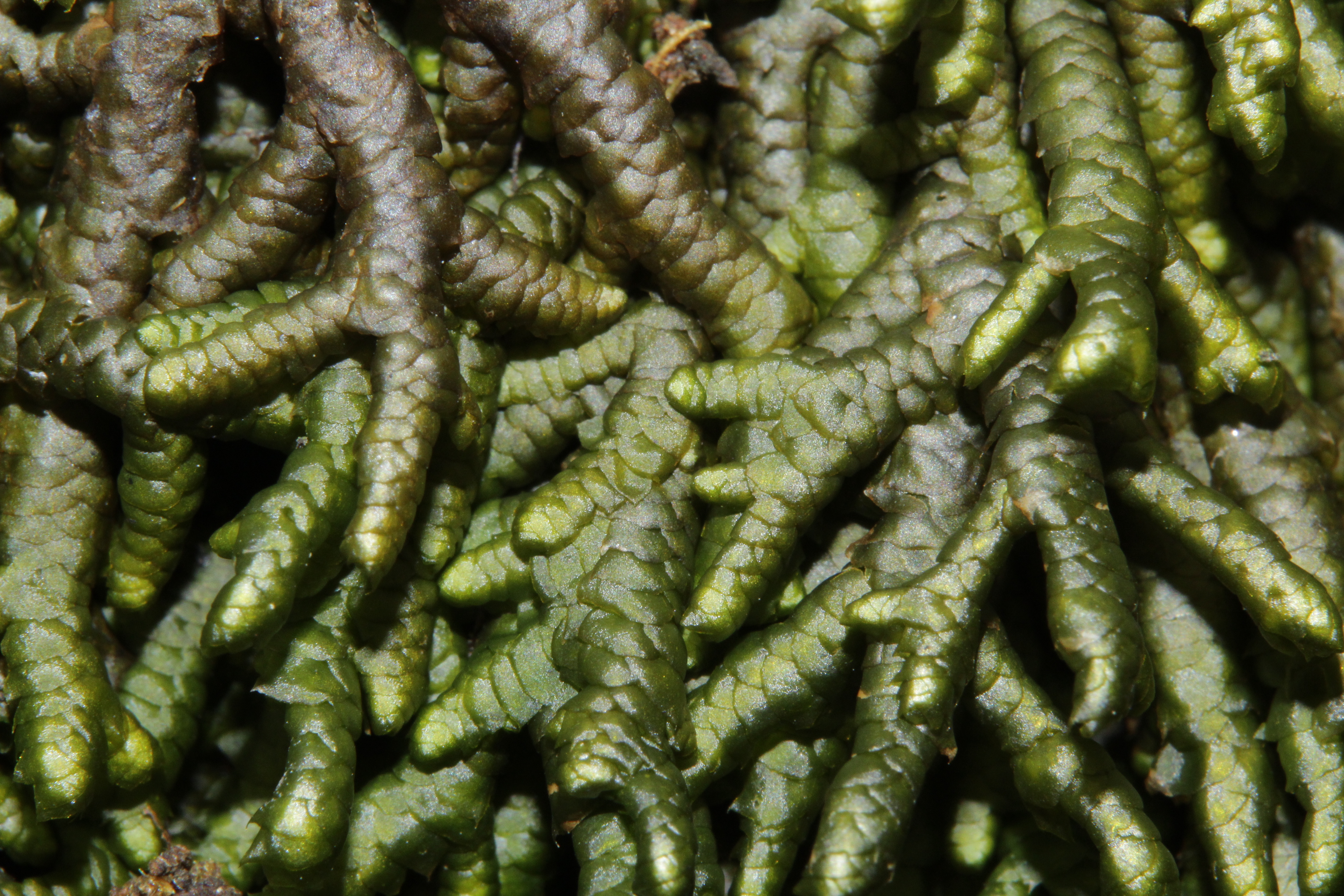
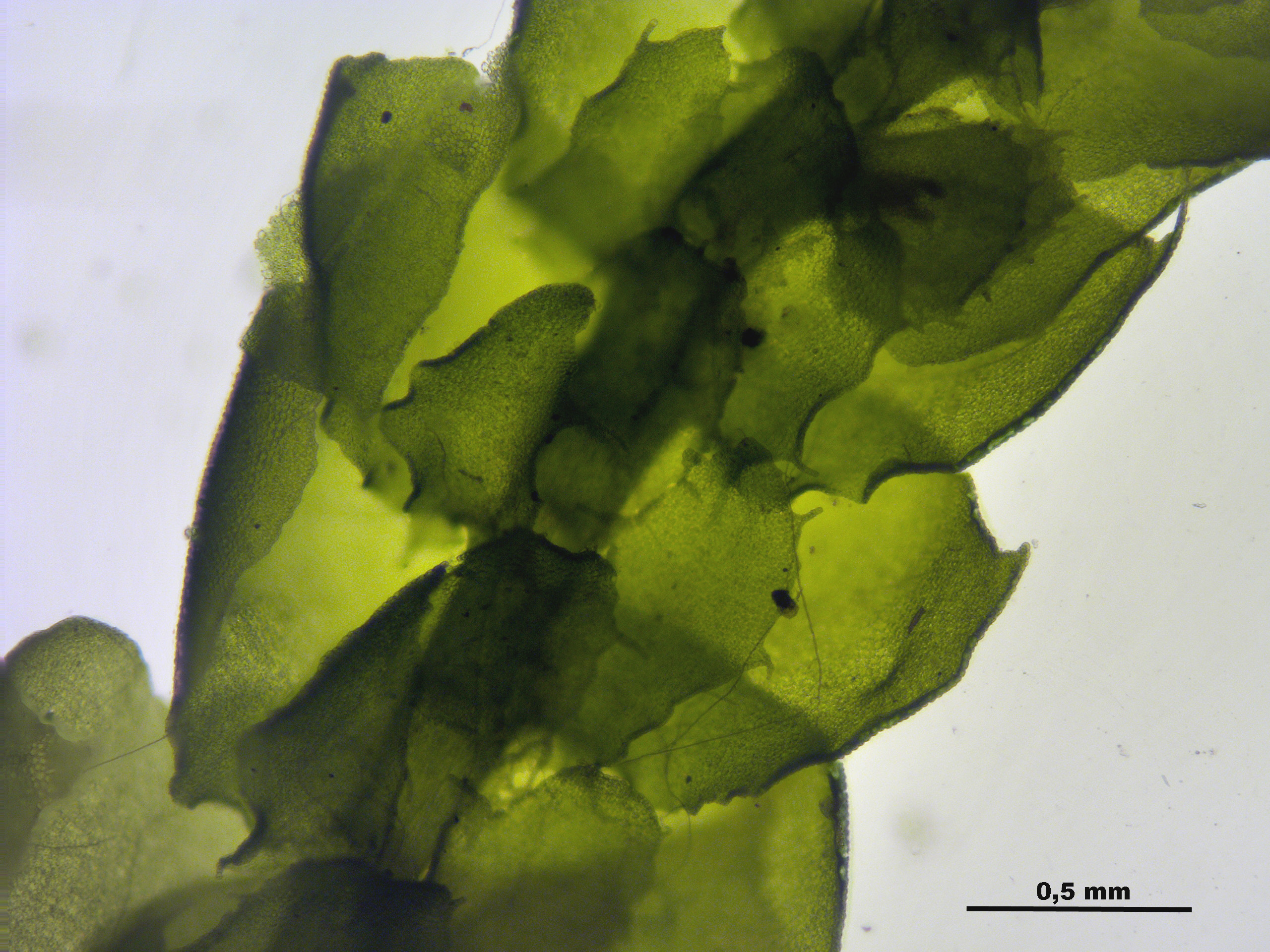
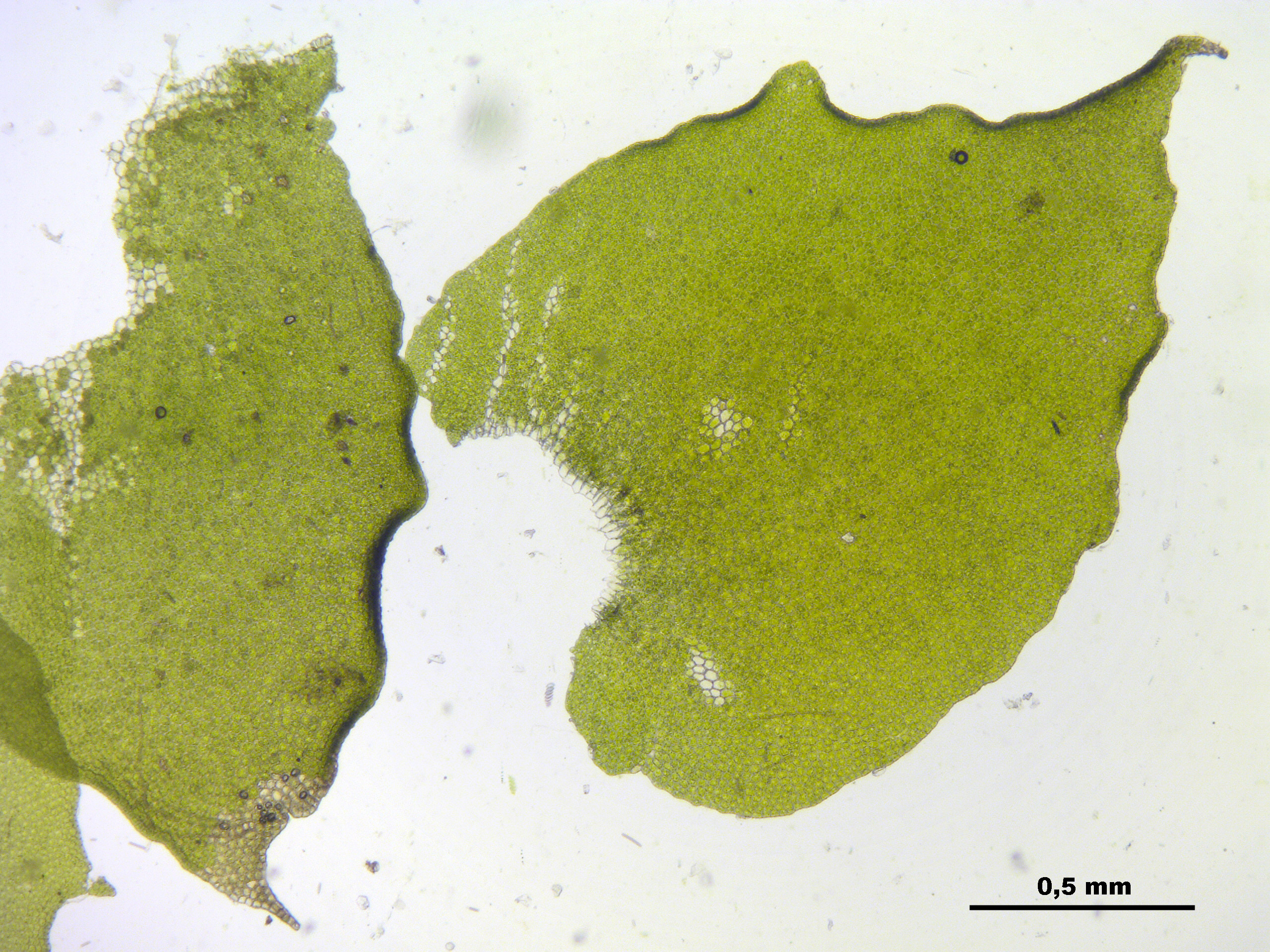
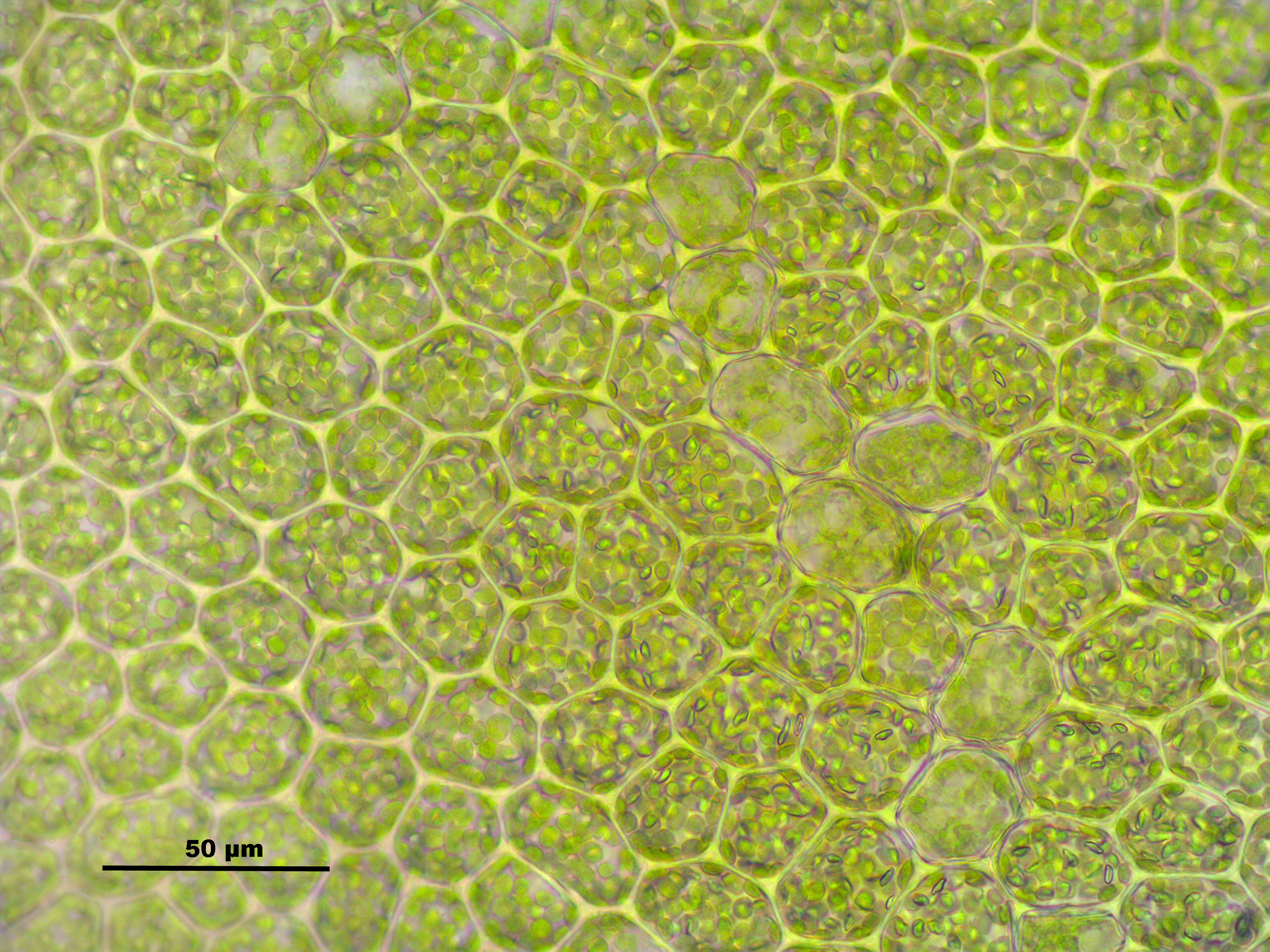